# Erythroxylum cuspidifolium
Erythroxylum cuspidifolium, conhecida também como fruta-de-pomba, é uma espécie de planta da flora do Brasil, pertencente ao género Erythroxylum.
A espécie também é conhecida como cocão e baga-de-pomba.

## Distribuição geográfica
É uma espécie nativa do Brasil, característica da região litorânea e ocorre nos estados do Rio Grande do Sul, Santa Catarina, Paraná, São Paulo, Rio de Janeiro, Espírito Santo, Minas Gerais e Bahia.

## Taxonomia
Erythroxylum cuspidifolium foi nomeada por o botânico alemão Carl Friedrich Philipp von Martius e publicado em Abhandlungen der Mathematisch-Physikalischen Classe der Königlich Bayerischen Akademie der Wissenschaften 3(2): 359, t. 2, f. 21 em 1840.